# Rosa Gimeno
Rosa Gimeno (Zaragoza, 1955) es una escultora, artista audiovisual y realizadora española, cuya obra escultórica fue seleccionada como representación del panorama artístico español de finales de los años 80, para formar parte de la exposición Acta 88 en el Museo Nacional Centro de Arte Reina Sofía de Madrid.

## Trayectoria
Gimeno nació en Zaragoza en 1955. En sus inicios, se formó en artes plásticas. Es escultora, profesora de arte, directora y guionista de cortometrajes. Fue propietaria de la editorial Limbus en Madrid, especializada en literatura de audio. También fue redactora de la revista La Luna de Madrid, publicación de vanguardia de los años 80 y de gran tirada durante la Movida madrileña.
Junto con otras artistas visuales, Gloria García, Julia Dorado y Silvia Castell, Gimeno creó Yanaiara en 2014, una revista de arte en formato digital con la voluntad de indagar, mostrar y compartir conocimientos y reflexiones.
Entre otras ciudades, su obra se ha expuesto en Zúrich, Lyon, París, Lisboa, Madrid, Valencia, Barcelona, Zaragoza.

## Obra
En una entrevista que le realiza Cristina Beltrán para la revista digital El pollo urbano en 2017, Gimeno indicó que "las fuentes, que me ayudan, y me alimentan intelectualmente, son diversas, imagino que como para cada artista. Principalmente bebo de la cultura. Creo que en este sentido soy hasta rapiñara y lo aprovecho todo, desde el territorio propio del arte y en general de la cultura, lo emocional, hasta cualquier elemento, por nimio que sea de la vida cotidiana. Me parece que me bebo hasta el agua un pelín viscosa del aburrimiento. Yo diría que me lo bebo todo, todo lo que puedo."
Su obra escultórica fue seleccionada por el comisario Miguel Logroño para formar parte de la exposición colectiva Acta 88 que tuvo lugar entre los meses de enero y marzo de 1988 en la sede del Palacio de Velázquez del Museo Nacional Centro de Arte Reina Sofía. En esta muestra participaron hasta un total de dieciocho pintores y escultores a modo de representación del panorama artístico madrileño de esa época; una selección de artistas más jóvenes de los que formaba parte junto con Juan Suárez, Elena del Rivero, Lennie Bell o Mariano Matarranz y entre otros.
Una de sus esculturas fue adquirida por el Instituto Aragonés de Arte y Cultura Contemporáneos en 2001.
Aunque su formación original es en artes plásticas, a partir del año 2013 Gimeno destaca por su faceta en artes audiovisuales. Una de sus obras más destacadas es el cortometraje Un sueño breve por el que fue nominada a los Premios Simón en 2016 y que fue exhibido en la XVII Muestra de Cine Realizado por Mujeres (2017).
En 2019 se encargó de la parte audiovisual de la obra de Pilar Catalán El Festival de las Locas. En la locura no somos mayoría.

## Reconocimientos
Gimeno fue finalista de los Premios Simón, que concede anualmente la Academia del Cine Aragonés (ACA) para destacar el trabajo de los profesionales del sector audiovisual aragonés, como mejor dirección, en la edición de 2016.